# Theodor Sznurkowski
Theodor Sznurkowski (* 30. Oktober 1873 in Posen; † 31. Oktober 1951 in Frankfurt am Main) war ein deutscher Kürschner und Mitglied des Provinziallandtages der Provinz Hessen-Nassau.

## Leben
Theodor Sznurkowski erlernte den Beruf des Kürschners und wohnte von 1899 an in Frankfurt am Main, wo er für die Deutsche Zentrumspartei ein Mandat für die Stadtverordnetenversammlung hatte. 1928/1929 war er stellvertretender Stadtverordnetenvorsteher und von 1930 bis 1933 Schriftführer in dem Gremium.
In den Jahren von 1921 bis 1925 und von 1927 bis 1933 war er Mitglied des Nassauischen Kommunallandtags für den Regierungsbezirk Wiesbaden bzw. für den Provinziallandtag der Provinz Hessen-Nassau, wo er einen Sitz im Bau-, Finanz-, Ältesten-Geschäftsordnungs-, Wahlvorschlags- und Wahlprüfungsausschuss hatte.
Von 1927 bis 1929 war er für Wilhelm Lutsch im 63. Kommunallandtag.
Der Landtag hatte 52 Abgeordnete: 15 SPD, 11 Hessische Arbeitsgemeinschaft, 6 Zentrum, 5 Christlich-Nationale Bauern- und Landvolkspartei, 3 KPD, 3 NSDAP, 3 Wirtschaftspartei, 2 DVP und 2 DDP.